# Natalie La Rose
Natalie La Rose (Amsterdã, 12 de julho de 1988) é uma cantora e modelo neerlandesa. Em 2013, assinou um contrato com a gravadora estadunidense International Music Group de Flo Rida e Republic Records.

## Vida pessoal
Natalie La Rose nasceu em 12 de julho de 1988 em Amsterdã, nos Países Baixos. Seus pais são de ascendência surinamesa. Formou-se em 2008 na Lucia Marthas Dance Academy em Amsterdã, onde tinha estudado canto e dança.
Natalie cita a Aaliyah, Selena, Shakira, Jennifer Lopez, Beyoncé, Janet Jackson, Mariah Carey, Michael Jackson, Musiq Soulchild, Stevie Wonder e Whitney Houston entre suas influências musicais.

## Carreira musical
Com 20 anos Natalie mudou-se para Los Angeles para buscar seu sonho de converter-se em cantora e bailarina. Em 2010, teve sua primeira oportunidade quando assinou por Blackground/Interscope como parte do dueto musical Amsterdã com Sigourney Korper, aparecendo juntos no vídeo musical de colegas de gravação J. Lewis e Flo Rida “Dancing For Me”. No entanto, Natalie comentou: “O grupo não funciona, e o vídeo musical não foi lançado. Simplesmente não era o momento adequado”.
Em 2011, enquanto num ESPY Awards após a festa, ela se aproximou a Flo Rida e lhe disse que ela ia trabalhar com ele um dia. Impressionado com sua confiança, a superestrela internacional multi-platina convidou-a ao estúdio. Durante os próximos dois anos, participou em excursões com Flo Rida no mundo todo. Em 2013, assinou oficialmente um acordo com a gravadora International Music Group (IMG) e Republic Records.
Em 6 de janeiro de 2015, Natalie lançou seu single de estreia, “Somebody”. A canção conta com a colaboração do artista Jeremih. Em 24 de julho de 2015, La Rose lança seu segundo single com a colaboração do rapper estadunidense Fetty Wap.
Natalie La Rose não recebeu apoio da gravadora Republic Records com o single  “Around The World” e foi demitida.
Em 2017, no dia 26 de maio, a cantora anunciou sua volta sendo contratada pela gravadora Sony.  

### Singles
- “Somebody” (2015)
- “Around The World” (2015)